# Segunda División de Chile 1956
Segunda División de Chile 1956 var 1956 års säsong av den nationella näst högsta divisionen för fotboll i Chile, som vanns av Universidad Católica som således gick upp i Primera División (den högsta divisionen).

## Tabell
|  |    | Lag                  | Poäng | M  | V  | O | F  | GM | IM | MSK |
|  | -- | -------------------- | ----- | -- | -- | - | -- | -- | -- | --- |
|  | 1. | Deportes La Serena   | 32    | 21 | 13 | 6 | 2  | 39 | 14 | +25 |
|  | 2. | Universidad Católica | 32    | 21 | 15 | 2 | 4  | 43 | 21 | +22 |
|  | 3. | Unión La Calera      | 27    | 21 | 12 | 3 | 6  | 44 | 22 | +22 |
|  | 4. | Alianza              | 19    | 21 | 8  | 3 | 10 | 29 | 39 | -10 |
|  | 5. | UTE                  | 18    | 21 | 7  | 4 | 10 | 36 | 49 | -13 |
|  | 6. | Iberia               | 16    | 21 | 6  | 4 | 11 | 32 | 45 | -13 |
|  | 7. | Trasandino           | 15    | 21 | 5  | 5 | 11 | 25 | 35 | -10 |
|  | 8. | San Bernardo Central | 9     | 21 | 3  | 3 | 15 | 26 | 49 | -23 |

|  | Kvalificerade för finalspel. |

## Final
Deportes La Serena och Universidad Católica spelade finalspelet då båda lagen fick samma antal poäng på den första och andra platsen i Segunda División 1956, vilket innebar att en skiljematch var tvungen att spelas (hänsyn togs inte till målskillnad i tabellen). Universidad Católica vann med 3-2 och blev således uppflyttade till Primera División som segrare av Segunda División 1956.
|  |  | Universidad Católica | 3–2 | Deportes La Serena | Estadio Nacional, Santiago |  |
|  |  |                      |     |                    | Publik: 35 164             |  |
|  |  |                      |     |                    |                            |  |
|  |  |                      |     |                    |                            |  |